# David Šteiner
David Šteiner (* 20. května 1998 Praha) je český lední hokejista hrající na pozici útočníka.

## Život
Mládežnická a juniorská léta strávil v mužstvu HC Slavie Praha. Mezi muži se prvně objevil během sezóny 2016/2017, kdy odehrál osm zápasů za svůj mateřský klub. Následující ročník (2017/2018) hrál převážně za juniory Slavie, ale nastupoval též za její muže a objevil se též v soutěžních zápasech v dresu pražské Kobry, kde ze Slavie hostoval. Mezi juniory byl tuto sezónu nejproduktivnějším hráčem svého týmu. Coby kmenový hráč Slavie, za níž hrál utkání v první lize, odehrál další zápasy v rámci hostování za Kobru i během sezóny 2018/2019.